# Анна Додж
Анна Додж (англ. Anna Dodge; 18 жовтня 1867 — 4 травня 1945) — американська акторка німого кіно.
Одружилася з актором німого кіно Джорджем Ернандесом, і її часто зазначали у титрах як Анну Ернандес.

## Вибрана фільмографія
- 1921 — Моллі О
- 1923 — Супер дівчина